# Кубок шотландської ліги з футболу
Кубок шотландської ліги з футболу (англ. Scottish League Cup) — змагання за системою на вибування для шотландських футбольних клубів Прем'єр-ліги і Футбольної Ліги. Щорічно проводиться Шотландською футбольною асоціацією.

## Історія
Турнір був заснований 1947 року. Формат розіграшу був запозичений у попередника трофея — Південного кубка ліги. Кубок шотландської ліги є другим за значимістю кубковим змаганням у Шотландії після національного Кубка країни. Включає в себе 42 учасника — 30 колективів Футбольної ліги і 12 — Прем'єр-ліги.
Глазвегіанському клубу «Рейнджерс» належить рекорд за володінням даними трофеєм — на «рахунку» «Джерсі» їх 27 при 36 участях у фінальних зустрічах. Друге місце за земляками «світло-синіх» — «Селтіком», у «кельтів» 21 перемога при 36 фіналах.

## Фінали
До 1981 року в разі нічийного результату фінального поєдинку проводилися перегравання, з початку 1980-х років для визначення переможця в іграх, що закінчилися мирним результатом, стало призначатися додатковий час, якщо ж і він не виявляв найсильнішого, пробивалися післяматчеві пенальті.

## Переможці та фіналісти
| Клуб               | Кількість перемог | Остання перемога | Кількість поразок у фіналі | Останній програний фінал |
| ------------------ | ----------------- | ---------------- | -------------------------- | ------------------------ |
| Рейнджерс          | 28                | 2024             | 10                         | 2025                     |
| Селтік             | 22                | 2025             | 15                         | 2012                     |
| Абердин            | 6                 | 2014             | 10                         | 2024                     |
| Гартс оф Мідлотіан | 4                 | 1962             | 3                          | 2013                     |
| Гіберніан          | 3                 | 2007             | 8                          | 2021                     |
| Данді              | 3                 | 1973             | 3                          | 1996                     |
| Іст Файф           | 3                 | 1953             | 0                          | —                        |
| Данді Юнайтед      | 2                 | 1980             | 5                          | 2015                     |
| Кілмарнок          | 1                 | 2012             | 5                          | 2007                     |
| Партік Тісл        | 1                 | 1971             | 3                          | 1958                     |
| Мотервелл          | 1                 | 1950             | 3                          | 2017                     |
| Сент-Міррен        | 1                 | 2013             | 2                          | 2010                     |
| Рейт Роверз        | 1                 | 1994             | 1                          | 1949                     |
| Росс Каунті        | 1                 | 2016             | 0                          | —                        |
| Лівінгстон         | 1                 | 2004             | 1                          | 2021                     |
| Сент-Джонстон      | 1                 | 2021             | 2                          | 1998                     |
| Данфермлін Атлетік | 0                 | —                | 3                          | 2006                     |
| Грінок Мортон      | 0                 | —                | 1                          | 1963                     |
| Терд Ланарк        | 0                 | —                | 1                          | 1959                     |
| Фолкерк            | 0                 | —                | 1                          | 1947                     |
| Ейр Юнайтед        | 0                 | —                | 1                          | 2002                     |
| Інвернесс          | 0                 | —                | 1                          | 2014                     |